# وليم دودلي (فنان)
وليم دودلي (بالإنجليزية: William Dudley) هو فنان بريطاني، ولد في 4 مارس 1947 في لندن في المملكة المتحدة.

## وصلات خارجية
- ويليام دودلي على موقع IMDb (الإنجليزية)
- ويليام دودلي على موقع IMDb (الإنجليزية)
- ويليام دودلي على موقع قاعدة بيانات برودواي على الإنترنت (الإنجليزية)
- ويليام دودلي على موقع ديسكوغز (الإنجليزية)